# Erdenklang und Sternentanz
Erdenklang und Sternentanz (alternatieve titel: Earthsong and stardance) is een studioalbum van de Oostenrijkse multi-instrumentalist Gandalf. De muziek maakt deel uit van zijn Lebenssinfonie. Tegelijkertijd is het een soort soundtrack behoorden bij zijn gelijknamig autobiografisch boek. Het album is opgenomen in Gandalfs eigen geluidsstudio Seagull Music Studio, het orkest werd opgenomen in de Studio Noisa. De muziek van Gandalf is vanaf zijn eerste plaat Journey to an imaginary land uit 1980 (op enkele albums na) nauwelijks veranderd. Het is te delen bij new agemuziek, waarbij er af en toe in het Sanskriet gezongen wordt.

## Musici
- Heinz Strobl (Gandalf) – akoestische en elektrische gitaar, saxofoon, elektrische sitar, piano, orgel, toetsinstrumenten, percussie, zangstem
- Bernd Kronowetter - zang
- Chrstian Strobl – slagwerk, darabuka
- Tom Niesner – basgitaar
- Merike Hilmar – cello
- Corso Wien – orkest onder leiding van Alfons Egger.

## Muziek
| Nr. | Titel                                | Duur |
| --- | ------------------------------------ | ---- |
| 1.  | Die Entfalnung der Welten (part 1)   | 7:09 |
| 2.  | Die Entfalnung der Welten (part 2)   | 9:07 |
| 3.  | Vom Wunder des Lebens (part 1)       | 3:33 |
| 4.  | Vom Wunder des Lebens (part 2)       | 2:32 |
| 5.  | Vom Wunder des Lebens (part 3)       | 5:09 |
| 6.  | Von der Schönheit des Seins (part 1) | 2:52 |
| 7.  | Von der Schönheit des Seins (part 2) | 5:39 |
| 8.  | Die Wege des Menschen (part 1)       | 3:57 |
| 9.  | Die Wege des Menschen (part 2)       | 3:21 |
| 10. | Die Wege des Menschen (part 3)       | 4:50 |
| 11. | Die Wege des Menschen (part 4)       | 4:35 |
| 12. | Die Wege des Menschen (part 5)       | 1:34 |
| 13. | Das große Zeremenoniell (part 1)     | 2:03 |
| 14. | Das große Zeremenoniell (part 2)     | 5:58 |
| 15. | Das große Zeremenoniell (part 3)     | 4:58 |